# Indotyphlops tenuicollis
Espèce
Synonymes
- Onychocephalus tenuicollis Peters, 1864
- Typhlops tenuicollis (Peters, 1864)
- Asiatyphlops tenuicollis (Peters, 1864)
- Typhlops theobaldianus Stoliczka, 1871

Statut de conservation UICN

 DD  : Données insuffisantes
Indotyphlops tenuicollis est une espèce de serpents de la famille des Typhlopidae. 

## Répartition
Cette espèce est endémique des Naga Hills dans l'État du Nagaland en Inde.

## Publication originale
- Peters, 1864 : Über neue Amphibien (Typhloscincus, Typhlops, Asthenodipsas, Ogmodon). Monatsberichte der Königlichen Preussischen Akademie der Wissenschaften zu Berlin, vol. 1864, p. 271-276 (texte intégral).